# Dilobocondyla cataulacoidea
Dilobocondyla cataulacoidea är en myrart som först beskrevs av Hermann Stitz 1911.  Dilobocondyla cataulacoidea ingår i släktet Dilobocondyla och familjen myror. Inga underarter finns listade i Catalogue of Life.